# شهادة صحية (تجارة)
الشهادة الصحية هي شهادة تبين المواد المستعملة في صناعة بضاعة معينة وتشهد أن المنتج صالح للاستهلاك البشري أو الحيواني.

## المصدر
1. ↑  مصطلحات الاستيراد والتصدير نسخة محفوظة 30 أكتوبر 2017 على موقع واي باك مشين. [وصلة مكسورة]